# Synchlora rubivoraria
Synchlora rubivoraria là một loài bướm đêm trong họ Geometridae.